# Santuario della Madonna della Rovinata
Il santuario della Madonna della Rovinata è un santuario cattolico situato nella città di Lecco in Lombardia.

L'edificio sorge fuori dall'abitato del rione di Germanedo, su un terrazzo panoramico posto sul pendio morenico nella località detta della Rovinata soprastante il vecchio nucleo del rione posto alle pendici del Resegone.

## Descrizione
Il santuario si raggiunge mediante una ripida mulattiera in acciottolato che si snoda in territorio boscoso, lungo la quale sono distribuite le prime tredici cappelle dedicate ad altrettante stazioni della Via Crucis, le ultime due sono invece poste a fianco del santuario stesso.

Improntato ad uno stile neoclassico ad una navata dalle contenute dimensioni planimetriche e dalle semplici forme architettoniche, il disegno richiama numerosi oratori di quell'epoca edificati nel territorio su disegno dell'architetto Giuseppe Bovara nonostante non si è a conoscenza dell'architetto che realizzò l'opera.

Il corpo principale, a pianta rettangolare, comprende la navata con l'aula e il presbiterio, un tetto con copertura a tre falde (a padiglione anteriormente, a capanna sul retro) e la facciata di ingresso prospettante sul sagrato caratterizzata da un disegno estremamente semplice; essa è delimitata da due lesene laterali e da una cornice di gronda, presenta un portoncino d'ingresso e due piccole finestre con inferriata che permettono di vedere all'interno, in alto la caratteristica ampia apertura semicircolare con serramento in legno a riquadri vetrati. A fianco di detto fronte sono ubicate le cappelle che, attualmente, ospitano le ultime due stazioni della Via Crucis.
Esse hanno una struttura ad edicola con cornici sagomate in gesso e porzione interna con volta a botte. La cappella di sinistra corrisponde all'originaria cappelletta della Madonna Addolorata, rinominata poi, nella tradizione popolare, Madonna della Rovinata; sul retro di questa si sviluppa una tettoia costituita da una struttura in legno con copertura in coppi al cui fianco è posta una fontanella. Dietro la cappella di destra è invece ubicato il piccolo corpo di fabbrica, annesso alla chiesa, che contiene il locale destinato a sacrestia.

All'interno l'aula ed il presbiterio hanno entrambi dimensione in pianta pressoché quadrata, le pareti sono scandite da lesene e cornici e culminano con un cornicione aggettante dal quale partono le volte a botte che ne costituiscono la copertura.

Il presbiterio, con pavimentazione sopralzata di tre gradini rispetto al piano dell'aula, presenta due nicchie laterali e da un'edicola contenente la pala della Madonna Addolorata donata dal marchese Serponti, sormontata dal timpano dotato del caratteristico occhio trinitario.
Sotto il quadro si trova il tabernacolo che nella prima metà dell'Ottocento era con probabilità il tabernacolo dell'altare maggiore della chiesa parrocchiale di Germanedo. L'altare a muro è stato frettolosamente eliminato durante l'ultimo restauro, quando venne aggiunta la mensa in serizzo, sorretta simbolicamente da una pietra morenica locale.

## Storia
Le origini del santuario risalgono al 1849. A seguito di una frana che interessò l'area geografica della località, una cappelletta eretta anni prima a testimonianza della venerazione mariana della popolazione locale, rimase indenne dallo smottamento. Tale evento, giudicato miracoloso dalle genti, indusse il parroco del tempo, don Andrea Magni, ad iniziare i lavori di costruzione di una chiesetta. Il 16 agosto 1859 venne completato e consacrato l'edificio, nel quale venne posto un quadro raffigurante la Madonna dell’Addolorata, donato dal marchese Paolo Mirasole Serponti.
L'edificio, oltre che essere eretto conseguentemente al miracolo della frana, venne anche dedicato dai Germanedesi al voto del colera, morbo che colpì l'abitato nel 1855, proprio durante gli anni in cui venne messa in opera la costruzione del Santuario.
Tutt'oggi è oggetto di devozione, e il santuario è noto anche per la festa che si celebra annualmente alla terza domenica di settembre.

## La via Crucis
Nei primi anni del Novecento viene intrapresa la realizzazione delle cappelle poste lungo la mulattiera, dedicate originariamente ai misteri del Rosario e decorate con affreschi del pittore valsassinese Tagliaferri ma furono irreparabilmente compromessi a séguito di atti vandalici ad opera di ignoti avvenuti nell'anno 1976. Vennero successivamente risanate nella struttura e rinnovate nelle finiture con materiali tecnologicamente adatti alla loro ubicazione; gli altorilievi in cotto vengono sostituiti da quindici formelle in bronzo con bassorilievi raffiguranti le stazioni della Via Crucis eseguite dallo scultore lecchese Fulvio Simoncini e inaugurate il 19 settembre 1993.